# Авантюрин
Авантюри́н (фр. aventurine от лат. прич. буд. вр. adventurus глагола advenio «случаться») — мелкозернистая разновидность кварца (кварцита). Представляет собой тонко- или мелкозернистую горную породу, состоящую из кварца и мелких рассеянных включений слюдяных чешуек, а иногда хлорита или гематита. Авантюрин относится к метаморфическим горным породам, возникшим при уплотнении и перекристаллизации песчано-глинистых осадков, чаще песчаников, в кварциты и кристаллические сланцы.

## Свойства
Твёрдость 6—7, хорошо полируется. Окраска авантюринов обусловлена составом включений и примесей, обычно они окрашены в красно-бурый, коричневатый, серо-жёлтый, зелёный цвета. Характерный искристо-золотистый отлив и мерцающий блеск авантюрину придают включения чешуек слюды, гётита и гематита, а также трещинки, заполненные гидроксидами железа.

## Месторождения
Авантюрин добывают в Австралии, Австрии, Бразилии, Индии, Испании, Норвегии, Чили и США. Американский авантюрин называли «колорадским золотым камнем». В Индии встречается зелёный авантюрин, который называют «индийским жадом». Авантюрин издавна добывали в Китае, где зелёный авантюрин считался священным камнем, был очень популярен и назывался «императорским камнем». В Древнем Китае из зелёного авантюрина была вырезана государственная печать императора. При этом неясно, разделяли ли сами китайцы авантюрин и  нефрит. 
Начиная с 1810 г. авантюрин добывался на Южном Урале (Таганайский хребет в Златоустовском районе Челябинской области). В конце XIX в. разработка месторождения прекратилась и была возобновлена в небольшом объёме только в наше время.

## Разновидности авантюрина
Текстура и цвет авантюрина зависят от состава включений, размера зёрен, равномерности распределения составляющих минералов. Так, для зелёных авантюринов характерно однородное строение, равномерная окраска и они более прочные, а золотисто-вишнёвые и медово-жёлтые авантюрины обладают самой сильной искристостью.
В различных цветовых разновидностях количество минералов-хромофоров (придающих окраску и блеск) меняется от 5 % в светлых с присутствием мусковита и рутила до 40 % в вишнёвых, в которых присутствует один гематит, вследствие чего полностью пропадает мерцающий эффект.
Декоративно-поделочные разновидности авантюрина:
- Однородный медово-жёлтый — равномерно-зернистая и равномерно окрашенная разновидность с чешуйками мусковита, придающими ему яркую «искристость». Характерные дефекты — пористость и шагрень.
- Однородный коричневый с вишнёвым оттенком — однотонная, с неровной окраской, мелкозернистая, плотная разновидность.
- Однородный золотисто-вишнёвый — мелкозернистая разновидность. Именно эта разновидность наиболее похожа на венецианское стекло. Обладает яркой окраской и наиболее интенсивным мерцанием. В тонких срезах просвечивает на глубину до 5 мм.
- Однородный розовый — мелкозернистая разновидность со слабой искристостью. Текстура массивная, может просвечивать на глубину до 3 мм.
- Пятнисто-полосчатый вишнёво-белый. Разновидность, в которой расплывчатые пятна и неясно выраженные полоски вишнёво-бурых тонов распространены по белому или розовому кварцевому фону. Используется как поделочный камень.
- Неясно полосчатая белая разновидность. Прерывистые нечёткие светло-золотистые полосы на белом фоне. Иногда скопление чешуек мусковита могут образовывать свои полоски, не совпадающие по направлению с золотистыми.

## Имитации и подделки
Почти всё, что сегодня массово продается в магазинах под торговой маркой «авантюрин», представляет собой окрашенное стекло с блестящими включениями — имитации из стекла с добавлением оксидов меди, железа, хрома и кобальта, или просто медных опилок. Стекло с блеском, напоминающее авантюрин, умели делать ещё древние египтяне, однако позже секрет его изготовления был утрачен. Красно-бурое стекло, имитирующее окраску авантюрина, было вновь получено лишь в XVI веке стеклодувами на острове Мурано близ Венеции, когда немного медных опилок случайно попало в сосуд с расплавленным стеклом. Отсюда в 1700 г. и возникло современное название камня.
Чрезмерная яркость и обилие блёсток обычно говорит о подделке. Цвет натурального камня сравнительно менее яркий и пёстрый, насыщенные цвета редки. Иногда природный камень в отличие от синтетики может проявлять слабую иризацию, в то время как поддельный авантюрин просто сильно блестит. В имитации из стекла чешуйки чаще располагаются хаотично, видны зоны окрашенного стекла с пониженным содержанием блёсток или без них. Чаще других встречаются стеклянные имитации яркого золотисто-коричневого или сине-чёрного цвета с обилием сильно блестящих чешуек, но природный авантюрин обычно в пастельных тонах, редко вполне однороден и, как правило, намного бледнее.

## Поверья об авантюрине
Спекуляции о «магических свойствах» авантюрина делятся на два вида. Некоторые из таких спекуляций возникли в глубокой древности, и эти описания относятся к области преданий старины, мифов и легенд. Другое дело — публикуемые уже в наши дни заявления о магических и лечебных свойствах этого камня, представляющие собой либо плоды невежества их авторов, либо явное шарлатанство.